# Conflits frontaliers soviéto-japonais
Guerre soviéto-japonaise
Une série de conflits frontaliers soviéto-japonais, sans déclaration de guerre formelle, se déroule entre 1932 et 1945.
Avant l'occupation japonaise de la Mandchourie extérieure, l'Union soviétique est également engagée dans un conflit avec la Chine dans la région.

## Historique

### Escarmouches
L'Armée impériale japonaise enregistre 151 incidents mineurs à la frontière de la Mandchourie entre 1932 et 1934. Le nombre d'incidents augmente à plus de 150 par an en 1935 et 1936 et l'ampleur des incidents s'aggrave.
En janvier 1935, le premier affrontement armé, l'incident de Halhamiao (en) (哈爾哈廟事件, Haruhabyō jiken) a lieu à la frontière entre la Mongolie et le Mandchoukouo. Des dizaines de cavaliers mongols (en) s'engagent contre une unité de patrouille de l'armée du Mandchoukouo près du temple bouddhiste à Halhamiao. L'armée du Mandchoukouo subit quelques blessés légers, dont un conseiller militaire japonais.
Entre décembre 1935 et mars 1936 surviennent l'incident d'Orahodoga (オラホドガ事件, Orahodoga jiken) (ja) et l'incident de Tauran (en) (タウラン事件, Tauran jiken) (ja). Lors de ces batailles, tant l'armée japonaise que l'armée mongole utilisent un petit nombre de véhicules militaires blindés et d'avions militaires.
En juin 1937, l'incident de l'île Kanchazu (乾岔子島事件, Kanchazutou jiken) (ja) survient sur le fleuve Amour (frontière soviéto-Mandchoukouo). Trois canonnières soviétiques franchissent la ligne médiane du fleuve et occupent l'île Kanchazu. La 1re division de l'Armée impériale japonaise coule une des canonnières soviétiques par des tirs d'artillerie et en endommage une autre. Le ministère des Affaires étrangères japonais proteste et les soldats soviétiques se retirent de l'île.

### Bataille du lac Khassan
La bataille du lac Khassan (29 juillet 1938 – 11 août 1938), également appelée incident de Changkufeng ((zh), prononciation japonaise : Chōkohō Jiken) en Chine et au Japon, est une tentative d'incursion militaire du Mandchoukouo (par les Japonais) sur le territoire revendiqué par l'Union soviétique. Cette incursion est fondée sur la conviction de la partie japonaise que l'Union soviétique a mal interprété la démarcation de la frontière sur la base de la convention de Pékin entre la Russie impériale et la Chine de l'ancienne dynastie Qing (et accords ultérieurs supplémentaires sur la démarcation), et, en outre, que les marqueurs de démarcation ont été déplacés.

### Bataille de Khalkhin Gol

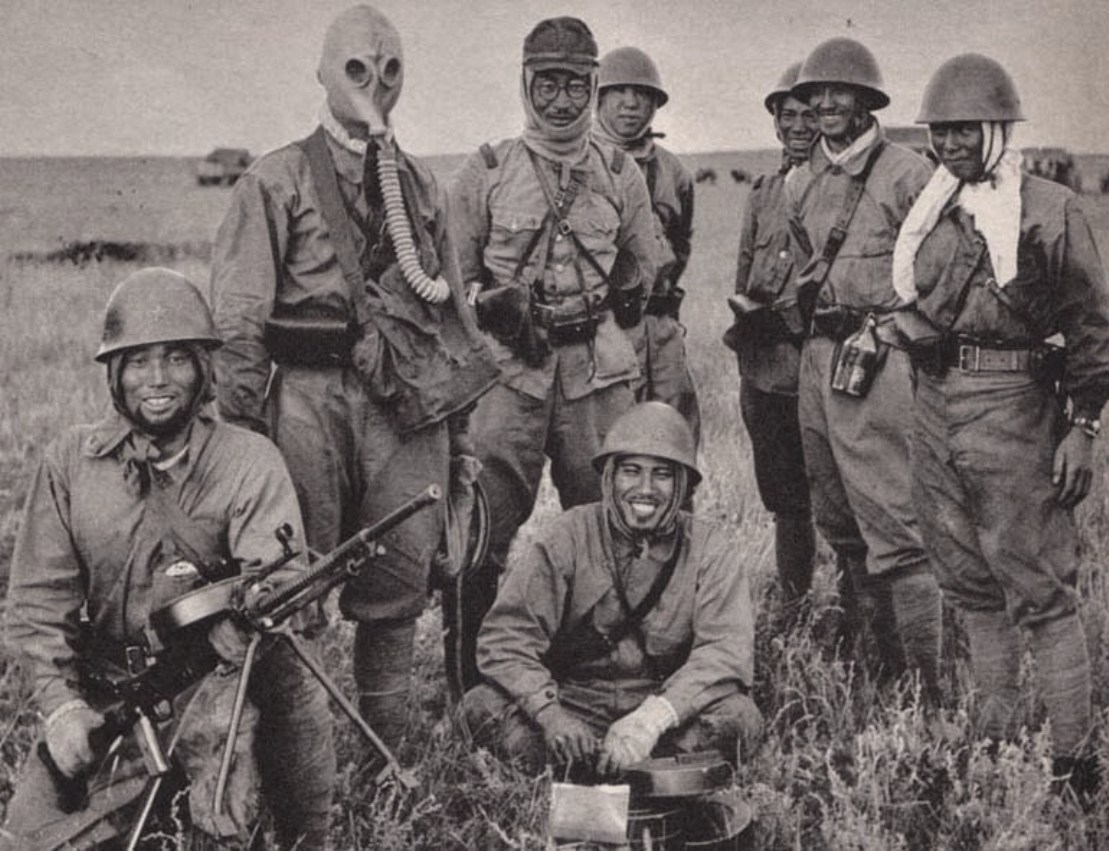
Des soldats japonais prennent la pose avec des équipements soviétiques capturés pendant la bataille de Khalkhin Gol.

La bataille de Khalkhin Gol, parfois orthographiée Halhin Gol ou Khalkin Gol d'après le nom de la rivière Khalkhyn Gol qui traverse le champ de bataille et connue au Japon comme l'incident de Nomonhan (d'après un village voisin, à la frontière entre la Mongolie et la Mandchourie), est l'engagement décisif de la guerre frontalière soviéto-japonaise non déclarée (1939). Elle ne doit pas être confondue avec le conflit d'août 1945 lorsque l'Union soviétique a déclaré la guerre à l'appui des autres Alliés de la Seconde Guerre mondiale et lancé l'opération offensive stratégique de Mandchourie.

### Pacte de neutralité soviéto-japonais
À la suite de la défaite japonaise à Khalkhin Gol, le Japon et l'Union soviétique signent le Pacte nippo-soviétique le 13 avril 1941 (similaire au Pacte germano-soviétique de non-agression).
Plus tard en 1941, le Japon envisage de rompre le pacte quand l'Allemagne nazie envahit l'Union soviétique (opération Barbarossa) mais il prend la décision cruciale de ne pas le faire et de continuer à s'enfoncer dans l'Asie du Sud à la place. Ce choix serait en grande partie dû à l'issue de la bataille de Khalkhin Gol. La défaite amène le Japon à ne pas s'associer avec l'Allemagne contre l'Union soviétique, même si le Japon et l'Allemagne nazie font partie du Pacte tripartite.

### Rupture du pacte de neutralité et déclaration de guerre soviétique
Le 5 avril 1945, l'Union soviétique dénonce unilatéralement le pacte de neutralité, notant qu'elle ne renouvellerait pas le traité à sa date d'expiration le 13 avril 1946. Quatre mois plus tard, avant l'expiration du pacte de neutralité et entre les bombardements atomiques d'Hiroshima et de Nagasaki, l'Union soviétique déclare la guerre au Japon, à la plus grande surprise des Japonais. L'invasion soviétique de la Mandchourie est lancée une heure après la déclaration de guerre.

## Culture populaire
Les combats au début de la Seconde Guerre mondiale entre le Japon et l'Union soviétique jouent un rôle clé dans le film coréen Far Away : Les Soldats de l'espoir (2011), dans lequel des soldats japonais (y compris des Coréens au service des Japonais) combattent et sont capturés par les Soviétiques et forcés de combattre pour eux.